# Johann Baptist Henneberg
Johann Baptist Henneberg (* 5. Dezember 1768 in Wien; † 27. November 1822 ebenda) war ein österreichischer Komponist, Pianist, Organist und Kapellmeister.

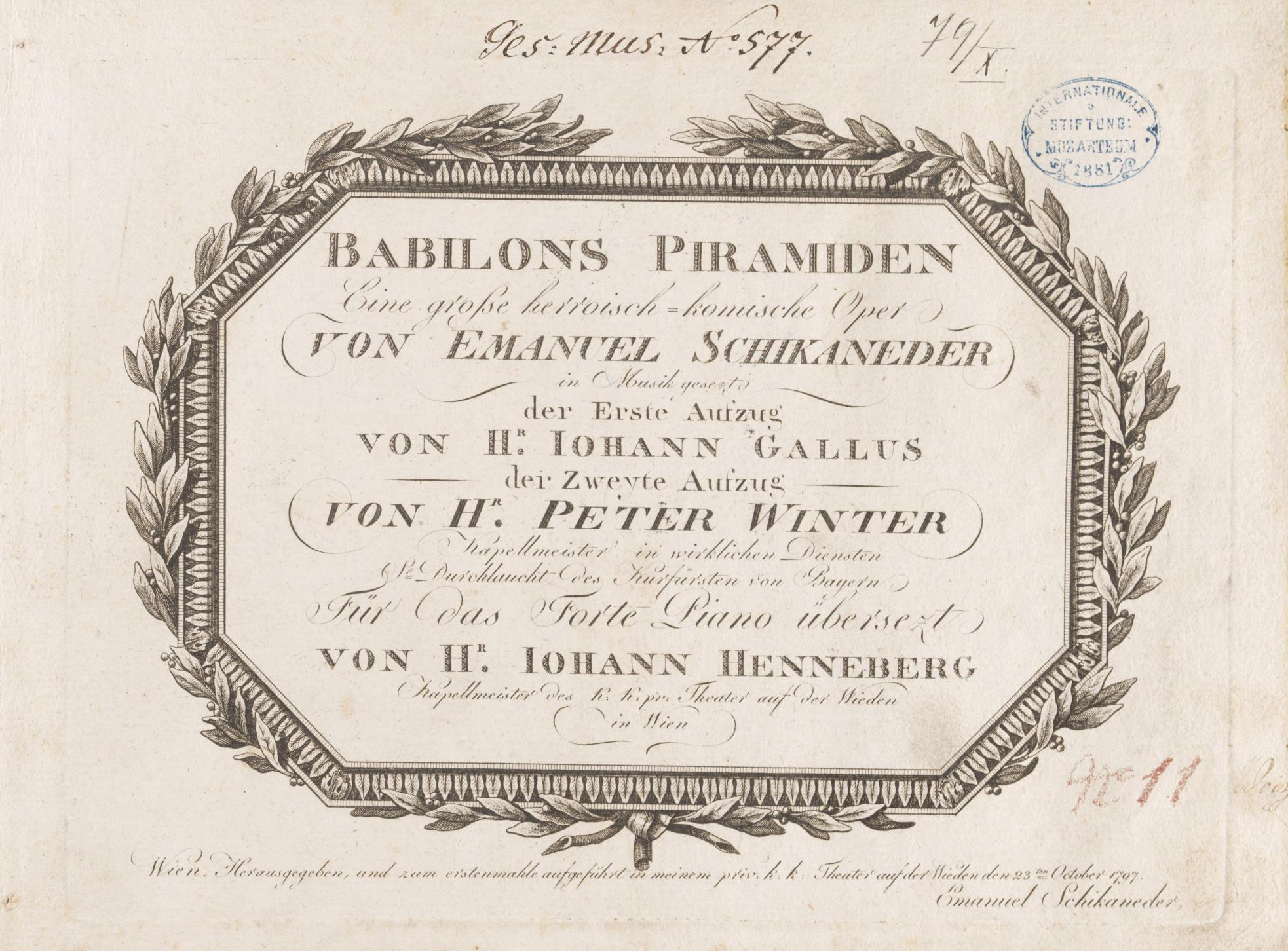
Titelseite des Klavierauszuges von Henneberg zur Oper "Babilons Piramiden"

## Leben
Henneberg war 1790 bis 1801 Kapellmeister am Freihaustheater, anschließend bis 1803 am Theater an der Wien. Später erhielt er eine Anstellung als Organist bei dem Fürsten Nikolaus II. Esterházy de Galantha in Eisenstadt, wo er auch Opernaufführungen dirigierte. Ab 1814 war Henneberg Regenschori an der Hofkirche in Wien, 1818 bis 1822 außerdem Organist in der kaiserlichen Hofmusikkapelle.
Henneberg hatte maßgeblichen Anteil an der Einstudierung von Mozarts Oper Die Zauberflöte. Nachdem Mozart die Uraufführung am 30. September und am 1. Oktober 1791 selbst dirigiert hatte, übernahm Henneberg auch die Leitung der nachfolgenden Vorstellungen. Henneberg schuf auch selbst mehrere Opern, die sich seinerzeit großer Beliebtheit erfreuten.
1797 komponierte er gemeinsam mit Ludwig van Beethoven Menuette und Deutsche Tänze für einen Maskenball der Pensionsgesellschaft bildender Künstler, die am 26. November 1797 im Großen Redoutensaal der Wiener Hofburg zur Aufführung gelangten.

## Werke (Opern)
- Der Stein der Weisen oder Die Zauberinsel, zusammen mit Benedikt Schack, Franz Xaver Gerl, Emanuel Schikaneder und Wolfgang Amadeus Mozart, Uraufführung am 11. September 1790 im Freihaustheater
- Der wohltätige Derwisch, zusammen mit Benedikt Schack und Franz Xaver Gerl, Libretto von Emanuel Schikaneder, Uraufführung März 1791 im Freihaustheater
- Der redliche Landmann, 1792
- Die Eisenkönigin, 1793
- Die Waldmänner, 1793
- Der Scherenschleifer, 1795
- Das Jägermädchen, 1798
- Konrad Langbart von Friedburg, 1799
- Mina und Peru, 1799
- Klavierauszug zu Der Zauberflöte zweyter Theil. Das Labyrinth von Peter von Winter
- Klavierauszug zur Oper Babylons Pyramiden